# Angelus Paoli

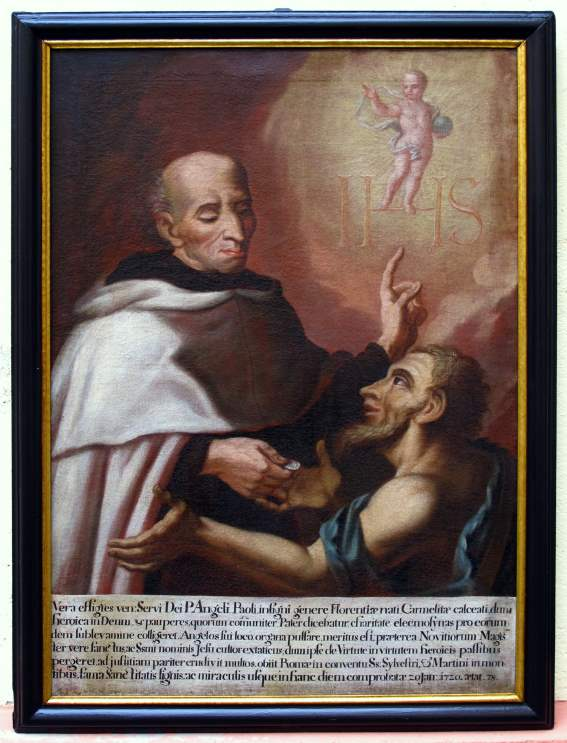

P. Angelus Paoli O.Carm. (* 1. September 1642 in Argigliano, Toskana; † 20. Januar 1720 in Rom) war römisch-katholischer Priester und Karmelit. Am 25. April 2010 wurde er in der Lateranbasilika in Rom seliggesprochen.

## Leben
P. Angelus Paoli wurde am 1. September 1642 in Argigliano (Toskana) geboren und auf den Namen Franziskus getauft. 1660 trat er in Fivizzano in das Noviziat des Karmelitenordens ein und empfing die Tonsur und die Niederen Weihen. Nach dem Noviziat wurde er nach Siena geschickt, wo er am 18. Dezember seine ersten Gelübde ablegte. Fr. Angelus studierte Philosophie und Theologie in Pisa und Florenz, wo er am 7. Januar 1667 seine erste heilige Messe feiern konnte.
Das Leben von P. Angelus Paoli lässt sich in zwei Perioden einteilen, in der Ordensprovinz Toskana und in Rom. In den ersten Jahren seines Ordenslebens wurde P. Angelus häufig versetzt: von Florenz 1674 nach Argigliano und Pistoia, 1675 als Novizenmeister nach Florenz, nach 18 Monaten als Pfarrer nach Krain und 1677 nach Siena. Ab 1682 war er Lehrer für Philosophie im Klerikat seiner Provinz. 1687 wurde P. Angelus vom Generalprior Paolo di S. Ignazio als Novizenmeister und Ökonom nach Rom in den Konvent S. Martino ai Monti gerufen, wo er 32 Jahre seines Lebens bleiben sollte.
Von den ersten Jahren seines Ordenslebens an bemühte er sich um ein Leben in Stille, um Gebet und Askese. Daraus erwuchsen seine unzähligen Werke der Nächstenliebe in der Sorge für Kranke und Arme, so dass ihn schon in Siena die Menschen „Vater der Nächstenliebe“ nannten, einen Namen, dem er auch in seinen späteren Jahren, vor allem in Rom, voll entsprochen hat. In Rom betreute er die beiden Krankenhäuser für Männer und Frauen „St. Johannes“. Für die Obdachlosen und Straßenkinder im Bereich vom Kolosseum bis zur Lateranbasilika gründete er ein Hospiz, eine damals neue und weitsichtige Gründung! „Wer Gott liebt, muss ihm unter den Armen dienen“, war sein Wahlspruch. P. Angelus hat es verstanden, viele Menschen zu begeistern und zur Unterstützung der Bedürftigen zu bewegen – ganz besonders bei dem Erdbeben und den Überschwemmungen in Rom in den Jahren von 1701 bis 1706.
Viele reiche Römer schätzten P. Angelus als Berater. Sie folgten seinem Rat und unterstützten seine tätige Nächstenliebe. Die Päpste Innozenz XIII. (1691–1700) und Clemens XI. (1700–1721) boten ihm die Kardinalswürde an, die er aber nicht angenommen hat, weil das den Dienst an den Armen behindert hätte.
P. Angelus hatte ein sehr großes Vertrauen in die göttliche Vorsehung. Dieses Vertrauen blieb schwer zu erklären, ob es seine Speisenkammer für die Armen betraf, in der es an nichts fehlte, oder bei der Armenspeisung, bei der das Essen wunderbar ausreichte. Er achtete auch immer auf eine gerechte Entlohnung der Arbeiter.
Das alles war nur möglich durch seine tiefe Verbundenheit mit Gott, die er schon als Kind in der Einsamkeit einer Höhle gesucht hatte, in seiner Klosterzelle oder im kleinen Chor der Kirche S. Martino ai Monti. Die Nächte vergingen für ihn wie ein Blitz, während er „im Gebet an der Brust Jesu ruhte“, wie er selbst einmal formuliert hat. P. Angelus starb am 20. Januar 1720 und wurde im linken Seitenschiff der Kirche S. Martino ai Monti begraben.

## Seligsprechung
Bereits drei Jahre nach seinem Tod wurde der Informativprozess in Florenz, Pisa und Rom eröffnet und in Rom von 1740 bis 1753 fortgesetzt. Sein heroischer Tugendgrad war 1781 von Papst Pius VI. bestätigt worden. Eine ihm zugeschriebene Heilung aus dem Jahr 1927 konnte ärztlich als „unerklärliche Heilung“ anerkannt werden. Seine Seligsprechung erfolgte am 25. April 2010 in der Lateranbasilika in Rom.